# Campina Verde
Campina Verde es un municipio brasileño del estado de Minas Gerais, en la región del Triángulo Minero. Tiene una población de 19 324 habitantes (Instituto Brasileño de Geografía y Estadística (IBGE)/2010) y área de 3.650,8 km².

## Clima
El clima de Campina Verde puede ser clasificado como clima tropical de sabana (Aw), de acuerdo con la clasificación climática de Köppen.

## Administración
- Prefecto:Reinaldo Assunção Tannús PP(2009/2012)
- Viceprefecto: José Souza de la Cunha PP
- Presidente de la Cámara Legislativa: Amarildo Faria de Assis PP (2010/2011)